# David Lundblad
David Lundblad, född 1974 i Täby, är en svensk dirigent, tonsättare och musikforskare.
Lundblad är utbildad vid Sibelius-Akademin i Helsingfors, Kungliga Musikhögskolan i Stockholm, Musikhögskolan i Örebro och Musikhögskolan i Piteå.
Han har studerat för bland andra Gustaf Sjökvist, Matti Hyökki, Eric Ericson, Eri Klas, Jorma Panula, Hans Kyhle, Jan Sandström och Anders Flodin.
Lundblad har arbetat med flera ledande ensembler, såsom Dalasinfoniettan, Uppsala kammarorkester, Norrköpings symfoniorkester, Jönköpings symfoniorkester, Göteborgsoperans orkester, Zagrebs filharmoniska orkester och Göteborg Wind Orchestra. Han har även dirigerat ett flertal körer som: Täby kyrkokör, Södertälje kammarkör, KFUM-kören i Stockholm, KFUM Ursus kammarkör, Borlänge kammarkör och Kongl. Teknologkören. Han var åren 2004–2009 kormästare på Göteborgsoperan, och sedan 2011 är han kormästare för Dalasinfoniettans kör. Han är även dirigent och konstnärlig ledare för Falu Kammarkör.
David Lundblad är sedan 2015 anställd som husdirigent för Dalasinfoniettan. 
Den 29 november 2019 granskades och godkändes David Lundblads doktorsexamen vid Konstuniversitetets Sibelius-Akademin i Helsingfors. Den konstnärliga doktorsexamens titel var: Svensk körklang. Ett vokalt perspektiv från 1800–talet till nutid. Examen innefattade fem konserter samt en avhandling med titeln: Svensk körklang. Historiska, fonetiska och pedagogiska aspekter.

## Verkförteckning (i urval)[3]

### Kör
- Psaltarpsalm 42
- I denna ljuva sommartid
- Allt i livet är ej sol
- Kyrie
- After the storm
- Amicitia
- Mikrokosmos
- Wisält ere
- Parafras över "Bereden väg"

### Sång och piano
- Åtta sånger för barn
- Solens strålar
- One note...
- Vocalise 2
- Time is now
- You meant the world to me

### Solo med orkester
- Concerto for flute
- Swagger Accordeon
- Clarinet Holiday
- My heart will cry forever

### Symfoniorkester
- Stjärngalen
- Moonrise
- Reach for the sky
- Fanfare Academica

### Blåsorkester
- Intrada Solemnis
- Samba Pequena
- Ambitone in Astra

### Opera
- Provsjungningen
- Vad ska vi göra med mamma?

### Orgel
- Frater Parum
- In memoriam
- Elegi

### Elektroakustisk musik
- Autumn leaves
- Winter hymn